# Vremuri întunecate
Vremuri întunecate, denumire originală The Darkest Hour, este un film 3D ruso-american science-fiction & horror regizat de Chris Gorak și produs de Timur Bekmambetov. Filmul prezintă o invazie extraterestră asupra Rusiei. În rolurile principale interpretează Olivia Thirlby și Emile Hirsch ca doi tineri prinși în mijlocul acestei invazii. Filmul a avut premiera pe 22 decembrie în Rusia (sub titlul Фантом - Fantom), pe 25 decembrie 2011 în Statele Unite și pe 13 ianuarie 2012 în România și Marea Britanie.

## Povestea
În Moscova, cinci tineri americani conduc contraatacul împotriva unei rase extraterestre care a invadat Pământul prin intermediul surselor noastre de energie.

## Distribuția
- Emile Hirsch este Sean
- Olivia Thirlby este Natalie
- Rachael Taylor este Anne
- Joel Kinnaman este Skyler
- Max Minghella este Ben

- Gosha Kutsenko - Matvei
- Veronika Vernadskaya - Vika
- Dato Bakhtadze - Sergei
- Nikolay Efremov - Sasha
- Pyotr Fyodorov - Anton Batkin
- Georgiy Gromov - Boris
- Artur Smolyaninov - Yuri
- Anna Rudakova - Tess

În film mai apar actorii ruși Gosha Kutsenko, Veronika Ozerova, Nikolai Yefremov, Arthur Smolyaninov și actorul georgian Dato Bakhtadze.